# Piotr Strembicki
Piotr Strembicki (także: Szpenio, Shpenyo oraz Shpenyagah; ur. 5 września 1962) – polski muzyk reggae i funk, kompozytor, producent i realizator dźwięku.

## Życiorys

### Lata 80.
W latach 80. występował jako basista, gitarzysta i klawiszowiec w zespołach Ultraviolet, Salut, I-land, Kultura, Izrael (współpracował m.in. przy albumach Biada, biada i Nabij Faję, był też realizatorem dźwięku na wielu koncertach m.in. stosując na żywo technikę dub głównie z zespołem Izrael), od ok. 1985 r. jako basista w zespole Zgoda, a od 2006 Funkastik Crew & Funky Family.
Najbardziej znany jest jego udział na dwóch pierwszych płytach solowych Kazika Staszewskiego: Spalam się i Spalaj się!. Był jednym z kompozytorów i producentów tych płyt (programowanie, edycja midi, nagranie, miksowanie). Grał też na klawiszach, gitarze basowej, skreczował i śpiewał w chórkach.

### Lata 90.
W latach 90. komponował m.in. podkłady do reklam radiowych, realizował dźwięk do filmów dokumentalnych, zajmował się oprawą dźwiękową pokazów mody, a nawet produkcją dźwięku i uruchamianiem serwisów telefonicznych. Był realizatorem w studio nagraniowym w Ośrodku Kultury Ochoty w Warszawie, gdzie zajął się produkcją i realizacją dźwięku materiałów demo szeregu zespołów, m.in. Sparagmos, Hate czy Hipocampus. Był realizatorem i producentem dźwięku "Invitation from host of rath" (1992) i "Error" (1994) zespołu Sparagmos.

### XXI wiek
W latach 2004–2006 współpracował z labelem PROSTO, gdzie w studio wraz z Wacem zajmował się produkcją dźwięku i nagraniem wokali Bilona i Wilka w ramach projektu "Klucz" Hemp Gru, a także Zipery "Druga strona medalu" oraz wielu innych.
Od 2005 r. współpracuje z Mateuszem Szlachtyczem jako dźwiękowiec przy kamerze, a także oprawiał dźwiękowo program KOMIX emitowany przez TVP Kultura. Przygotował też udźwiękowienie ponad 200 odcinków animowanych wersji polskich komiksów w ramach Antologii Polskiego Komiksu, również emitowanej przez TVP Kultura. Zajmował się też oprawą dźwiękową programów telewizyjnych oraz wideoklipów.
W tym też roku z inicjatywy gitarzysty - Pawła Żukowskiego ["Żuka"] i basisty - Piotra Strembickiego [Shpenyagah] powstaje FUNKASTIK CREW & FUNKY FAMILY - grupa akompaniująca różnym wykonawcom. Zespół porusza się w gatunku muzyki reggae i funk. Na przestrzeni wielu lat z grupą współpracowało wielu muzyków, między innymi : Piotr Wcisło - perkusja, Daniel Rojek - gitara, Piotr Dubiel - gitara, Kostek Plewicki - klawisze, Staszek Wysocki - perkusja, Kazimierz Bat-perkusja, Sławek Pawlak - instrumenty perkusyjne, Leszek Zbroziński - klawisze, Bartek Szemis - perkusja, Kazimierz Bat - perkusja, Wojtek Józefowicz - trąbka, Maciek Guzowski - harmonijka, Mikołaj Tabako - trąbka, Sławek Gołaszewski - saksofon sopranowy.
Od 2006 r. wraz z gronem przyjaciół organizuje niekomercyjną imprezę "Święto muzyki - imieniny Piotra i Pawła" [w skrócie PiP].
W latach 2008, 2009 i 2010 wspierał Fundację Ręką Dzieło jako kierownik sceny podczas festiwalu "Dobra Muzyka w Dobrym Mieście".
W 2011 r. wraz z Mateuszem Szlachtyczem zakończył prace nad filmem dokumentalnym o twórcach komiksowych w czasach PRL-u pt.: "W ostatniej chwili", który został wyemitowany - nomen omen - w ostatnich dniach 2011 roku. W filmie tym Piotr Strembicki zajmował się kompleksowo nagraniem i edycją dźwięku oraz kompozycją większości muzyki.
W roku 2014 wraz z kolektywem filmowym Mamy To brał udział w pracach nad reklamą społeczną pt.: "Mięso", która zdobyła nagrodę "Najlepsza reklama społeczna roku 2014".
Od 2015 zespół "Funkastik Crew & The Family" zmienia nazwę na "Funkastik Riddim Band" i rozpoczyna współpracę z grupą czterech wokalistów występujących pod nazwą "W Innym Stanie" [Bartłomiej Ulatowski, Jan Brodowski, Przemysław Sawicki, Łukasz Chrostowski] i DJ-em Szaszorem. Aktualny skład "Funkastik Riddim Band" to: Kazimierz Bat - perkusja, Piotr Strembicki - bass, Piotr Kiliański - klawisze, Przemysław Michalski - gitara, Sławomir Pawlak - instrumenty perkusyjne.
W 2018 roku ukazała się płyta "Sławomir Gołaszewski & Funkastik Riddim Band - Dziady" pod tytułem "Dziady". Płyta według pomysłu Sławomira Gołaszewskiego i kompozycji Piotra Strembickiego jest oparta na znanym klasyku Adama Mickiewicza - "Dziady Inwokacje". Na płycie zespół gra w składzie: Bartek Szemis - perkusja,Piotr Strembicki - bass, Paweł Żukowski - gitara, Leszek Zbroziński - klawisze, Sławomir Pawlak - instrumenty perkusyjne, Sławomir Gołaszewski - instrumenty parkusyjne, saksofon sopranowy a gościnnie udział wzięli: Krzysztof Ostas - głos, Jerzy Mazzol - klarnet, klarnet basowy, Wojciech Konikiewicz - syntezatory, snth programing, Jerzy i Jonasz Słomińscy - kongi.